# Крофорд (Колорадо)
Крофорд (англ. Crawford) — місто (англ. town) в США, в окрузі Дельта штату Колорадо. Населення — 403 особи (2020).

## Географія
Крофорд розташований за координатами 38°42′19″ пн. ш. 107°36′36″ зх. д. / 38.70528° пн. ш. 107.61000° зх. д. (38.705183, -107.610059).  За даними Бюро перепису населення США в 2010 році місто мало площу 0,63 км², уся площа — суходіл.

## Демографія
Згідно з переписом 2010 року, у місті мешкала 431 особа в 180 домогосподарствах у складі 110 родин. Густота населення становила 685 осіб/км².  Було 212 помешкання (337/км²).
Расовий склад населення:
| - 95,8 % — білих - 1,4 % — корінних американців - 0,2 % — азіатів |

До двох чи більше рас належало 2,1 %. Частка іспаномовних становила 2,6 % від усіх жителів.
За віковим діапазоном населення розподілялося таким чином: 27,4 % — особи молодші 18 років, 60,3 % — особи у віці 18—64 років, 12,3 % — особи у віці 65 років та старші. Медіана віку мешканця становила 37,9 року. На 100 осіб жіночої статі у місті припадало 118,8 чоловіків;  на 100 жінок у віці від 18 років та старших — 122,0 чоловіків також старших 18 років.
Середній дохід на одне домашнє господарство  становив 45 962 долари США (медіана — 35 192), а середній дохід на одну сім'ю — 54 489 доларів (медіана — 37 917). За межею бідності перебувало 17,1 % осіб, у тому числі 21,3 % дітей у віці до 18 років та 5,6 % осіб у віці 65 років та старших.
Цивільне працевлаштоване населення становило 92 особи. Основні галузі зайнятості: сільське господарство, лісництво, риболовля — 29,3 %, будівництво — 18,5 %, освіта, охорона здоров'я та соціальна допомога — 12,0 %, роздрібна торгівля — 7,6 %.